# Cuentos de la Alhambra (película)
Cuentos de la Alhambra es una comedia cinematográfica española de 1950 dirigida por Florián Rey y protagonizada por Carmen Sevilla, Aníbal Vela y Manuel Arbó. La película es una adaptación de la obra del mismo título de 1832 de Washington Irving.

## Reparto (orden alfabético)
- Manuel Aguilera
- Julio F. Alymán
- Manuel Arbó como Ventero.
- Mario Berriatúa como Lucas.
- Raúl Cancio como Teniente.
- Francisco Cano
- José Guardiola
- Manuel Guitián
- Casimiro Hurtado como Tío Pichón.
- José Isbert como Don Cosme - el escribano.
- José María Martín
- Mari Carmen Obregón
- Nicolás D. Perchicot como Gobernador.
- Santiago Rivero
- Rosario Royo como Paquita.
- Carmen Sevilla como Mariquilla.
- Carmen Sánchez como Doña Tula.
- Luis Torrecilla
- Aníbal Vela como Washington Irving
- Juan Vázquez como Corregidor.
- Roberto Zara como Varguitas

## Premios
Sexta edición de las Medallas del Círculo de Escritores Cinematográficos
| Categoría              | Persona           | Resultado |
| ---------------------- | ----------------- | --------- |
| Mejor actor secundario | Nicolás Perchicot | Ganador   |